# 악마의 분신
《악마의 분신》(영어: Silver Bullet)은 미국에서 제작된 대니얼 애티어스 감독의 1985년 미스터리 공포 스릴러 영화이다. 게리 뷰시 등이 출연하였고, 마사 디로렌티스 등이 제작에 참여하였다.

## 출연진
- 게리 뷰시
- 에버렛 맥길
- 코리 헤임
- 미건 폴로스
- 테리 오퀸
- 빌 스미트러비치
- 로빈 그로브스
- 리언 러섬
- 로런스 티어니
- 제임스 개먼
- 토바 펠드슈
- 조 라이트

## 기타 제작진
- 총괄 제작: 디노 데라우렌티스(크레디트 미기재)
- 배역: 제러미 리처
- 미술: 조르조 포스틸리오네
- 의상: 클리퍼드 커폰